# مادالنا ایگلسیاس
مادالنا ایگلسیاس (انگلیسی: Madalena Iglésias; ۲۴ اکتبر ۱۹۳۹ – ۱۶ ژانویهٔ ۲۰۱۸) یک هنرپیشه و خواننده اهل پرتغال بود.
وی نماینده کشور پرتغال در مسابقه آواز یوروویژن ۱۹۶۶ بود.